# Právní jistota
Právní jistota plyne z dodržování práva, ze zachovávání legality jak při jeho tvorbě, tak i aplikaci. Právní jistota je jedním ze znaků existence právního státu.
K naplnění požadavku právní jistoty musí být vytvořeny podmínky pro to, aby bylo objektivní právo dlouhodobě stabilní, jednotné, relativně jednoduché a předvídatelné a aby byla dodržována subjektivní práva všech. Nikdo nesmí být bez zákonného důvodu na svých právech zkrácen a každý, kdo porušuje právní povinnosti, musí být zákonným způsobem postižen. Tím je naplňováno legitimní očekávání fyzických i právnických osob.
Právní jistota, tedy zejména jednoznačnost a vymahatelnost práva a nezměnitelnost právního řádu, je předpokladem fungování právního státu.